# Manassès II de Pougy
Manassès de Pougy (né vers 1130 – 11 juin 1190) est un prélat français de la seconde moitié du XIIe siècle, évêque de Troyes de 1181 à 1190. Il a défendu les droits des ordres religieux, et fut un bienfaiteur de la cathédrale de Troyes.

## Premières années
Manassès de Pougy est né à Pougy vers 1130. Il est issu comme Manassès Ier d'Arcis, évêque de 985 à 993, de la famille qui comprend les comtes d'Arcis, de Ramerupt et de Pougy : il s'agit des seigneurs parmi les plus puissants de la province de Champagne après le comte de Champagne. Il est le fils de Renaud Ier et frère d'Eudes de Pougy, tous successivement seigneur de Pougy.
Il fait ses études auprès de l'école cathédrale de Troyes. 
Il est chanoine de Troyes, grand-archidiacre de Troyes en 1167 sous l'évêque Henri de Carinthie.
Il est identifié avec Manassès de Pougy, prévôt de Saint-Étienne de Troyes.

## L'évêque
Manassès succède à l'évêque Matthieu, qui meurt en 1180.
Il consacre beaucoup d'efforts à la discipline ecclésiastique, enrichit les monastères et chapitres et fait des dons pour les pauvres.
Il se montre très généreux pour le chapitre de Saint-Nicolas que sa famille avait fondé à Pougy.
Le pape Lucius III confirme sa défense des ordres religieux du diocèse de Troyes dans l'exercice de leurs droits particuliers.
Il interdit aux vicaires des paroisses d'enterrer les habitants des autres paroisses, sauf dans des circonstances particulières.
Le 23 juillet 1188, pendant la Foire de Troyes, la plupart des bâtiments de la ville sont détruits par un violent incendie, y compris la cathédrale et l'Abbaye de Notre Dame aux Nonnains, où plusieurs moniales meurent et dont toutes les archives sont perdues.
Henri II, comte de Champagne reconstruit l'abbaye et Manassès renouvelle les privilèges des moniales. Des travaux pour remettre en état la cathédrale sont engagés ; c'est à partir de 1200, sous l'épiscopat de Garnier de Trainel que la reconstruction commence.
Manassès meurt à Troyes le 11 juin 1190 ; il est enterré dans la cathédrale, dont il avait été l'un des principaux bienfaiteurs. 
Il est l'oncle d'Ode de Pougy, abbesse de Notre-Dame-aux-Nonnains de 1264 à 1272, principalement connue pour avoir tenté de s'opposer à la construction de la basilique Saint-Urbain de Troyes. 
Une crosse épiscopale et un anneau conservés dans le trésor de la cathédrale de Troyes sont attribués à l'évêque Manassès II, mais seraient en fait ceux de l'évêque Robert (1223-1233). Deux des vitraux du chœur de la cathédrale, qui datent du XIIIe siècle, représentent Manassès II bénissant Henri II, comte de Champagne qui porte une relique (dent de saint Pierre).